# Río Misahuallí
Der Río Misahuallí ist ein 70 km langer linker Nebenfluss des Río Napo in der Provinz Napo in Ecuador.

## Flusslauf
Der Río Misahuallí entspringt in der Cordillera Real auf einer Höhe von etwa 2250 m. Er fließt anfangs 10 km in nordöstlicher Richtung durch das Gebirge. Anschließend wendet er sich knapp 20 km nach Südosten. Dabei verlässt er das Bergland. Der Río Misahuallí fließt im Anschluss in südlicher Richtung durch das Bergvorland. Er passiert die Kleinstadt Archidona. Bei Flusskilometer 24 fließt er entlang dem Nordostrand der Stadt Tena und nimmt den Río Tena rechtsseitig auf. Im Unterlauf fließt der Río Misahuallí nach Osten. 16 km oberhalb der Mündung trifft der Río Hollín, der bedeutendste Nebenfluss, von Norden kommend auf den Río Misahuallí. Dieser mündet schließlich bei der Gemeinde Puerto Misahuallí in den Río Napo.

## Einzugsgebiet
Der Río Misahuallí entwässert einen 70 km langen Abschnitt an der Ostflanke der Cordillera Real. Das Einzugsgebiet wird im Süden vom Flusstal des oberen Río Napo, im Norden von dem Vulkan Sumaco begrenzt. Die Fläche des Einzugsgebiets umfasst etwa 1650 km².